# Assemblea Regionale Siciliana
Die Assemblea Regionale Siciliana (ARS) ist das Parlament der Autonomen Region Sizilien. Es tagt im Normannenpalast in der sizilianischen Hauptstadt Palermo.

## Geschichte
Die seit 1947 bestehende Sizilianische Regionalversammlung steht in der Nachfolge des Sizilianischen Parlaments, das erstmals im Jahr 1097 von Roger I. in Mazara del Vallo einberufen wurde. Im weiteren Verlauf tagte es an verschiedenen Orten Siziliens, so im Normannenpalast von Palermo, im Palazzo Corvaia in Taormina und im Castello Ursino in Catania.
1282 spielte das Sizilianische Parlament in der Sizilianischen Vesper eine bedeutende Rolle. Die auf die Vesper zurückgehende offizielle Flagge Siziliens wird heute von der Sizilianischen Regionalversammlung aufbewahrt.
Bis ins 18. Jahrhundert handelte es sich beim Sizilianischen Parlament um eine Ständeversammlung. Es bestand aus Feudalherren, Bischöfen, Äbten und anderen hohen Geistlichen sowie aus Vertretern von 42 sizilianischen Städten. Diese drei Gruppen tagten in der Regel separat.
Nachdem Napoleon Bonaparte das Königreich Neapel besetzt hatte, zogen sich die neapolitanischen Bourbonen nach Sizilien zurück, über das sie schon zuvor in Personalunion geherrscht hatten. Dort wurde 1812 vor allem auf britischen Druck hin vom Sizilianischen Parlament eine Verfassung verabschiedet, die den Feudalismus abschaffte und auch das Parlament tiefgreifend reformierte. Es entstand ein Zweikammersystem: im Oberhaus, der Camera dei Pari, saßen Adlige, Geistliche und Militärs, die vom König auf Lebenszeit ernannt wurden; das Unterhaus, die Camera dei Comuni, wurde auf der Grundlage eines Zensuswahlrechts direkt gewählt. Im Zug der Restauration, der Schaffung des Königreichs beider Sizilien und des Verlustes der sizilianischen Autonomie wurde die Verfassung von 1812 und somit auch das Sizilianische Parlament 1815 abgeschafft. Während der Aufstände gegen die Restauration versuchte man 1820 eine Wiederbelebung des Parlaments, sie scheiterte aber wegen der neapolitanischen Intervention unter General Florestano Pepe.
Während der Märzrevolution von 1848 wurde das Sizilianische Parlament am 25. März in Palermo in der Dominikanerkirche San Domenico nochmals einberufen, es konnte sich aber nur rund 15 Monate halten und ging dann definitiv unter. Das Parlament von 1848 erließ eine neue Verfassung, die das Oberhaus des Parlaments abschaffte, und trug die Krone Siziliens Ferdinand Maria von Savoyen-Carignan an, der aber wegen des Unabhängigkeitskriegs in Norditalien ablehnte. Die Regierung blieb somit in den Händen des Revolutionsführers Ruggero Settimo, der das Parlament in der Kirche von San Domenico eröffnet hatte.
Nach der Einigung Italiens im Jahr 1861 baute man aus verschiedenen Gründen einen zentralistischen Einheitsstaat auf, wodurch Sizilien seine traditionsreiche Autonomie weiter verwehrt blieb. Die Vernachlässigung der Insel, die Rücksichtnahme auf die Interessen kleiner Gruppen, der oft nur vordergründige Kampf gegen die Mafia, die faschistische Diktatur, die von der Mafia begünstigte Invasion Siziliens, die Niederlage Italiens im Zweiten Weltkrieg und die damit in Zusammenhang stehende wirtschaftliche Not fachte den zum Teil gewalttätigen sizilianischen Separatismus so stark an, dass sich das Königreich Italien zwischen 1944 und 1946 gezwungen sah, Sizilien eine umfassende politische Autonomie zuzugestehen.
Nachdem im März 1944 ein ziviles Hochkommissariat für Sizilien errichtet worden war, berief man im Februar 1945 mit der Consulta regionale siciliana ein Beratungsgremium ein, das ein Regionalstatut, eine regionale Verfassung ausarbeiten sollte. Die Consulta bestand aus 36 Persönlichkeiten, die auf Vorschlag des Hochkommissars vom italienischen Ministerpräsidenten ernannt wurden. Diese Persönlichkeiten stammten vorwiegend aus antifaschistischen Bewegungen, vertreten waren aber auch Historiker, Juristen, Arbeitnehmer- und Arbeitgebervertreter. Unter dem Vorsitz des Hochkommissars verabschiedeten sie am 23. Dezember 1945 den Verfassungsentwurf für die Region Sizilien, der am 7. Mai 1946 von der Consulta nazionale in Rom angenommen und am 15. Mai 1946 von Umberto II., dem letzten König von Italien, als Regionalstatut Siziliens promulgiert wurde.

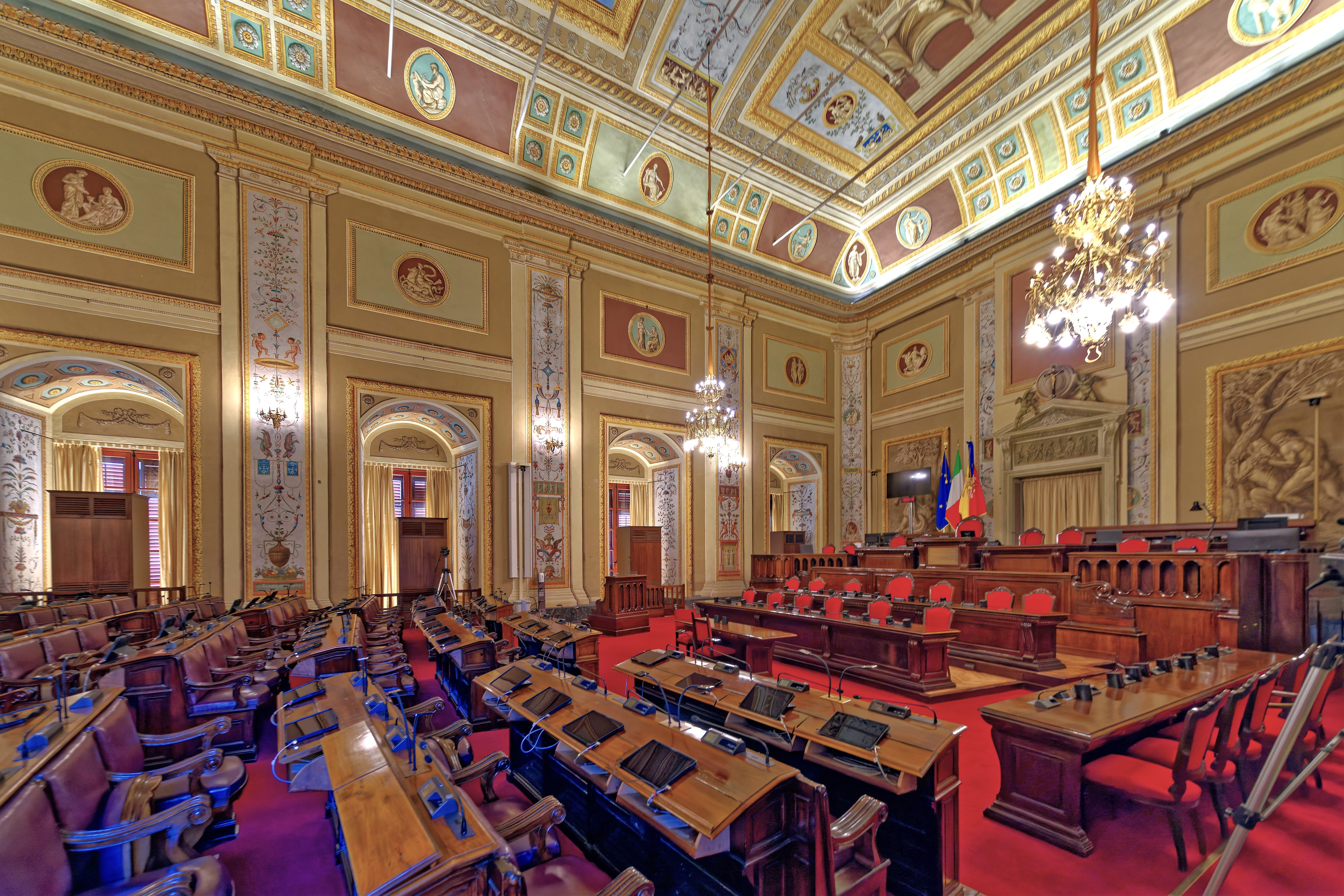
Plenarsaal im Normannenpalast

Auf dieser Grundlage fanden am 20. April 1947 in Sizilien die ersten Regionalwahlen statt. Die Assemblea Regionale Siciliana trat erstmals am 25. Mai 1947 zusammen. Der gesamte verfassungsgebende Prozess in Sizilien war wegweisend für die politische Nachkriegsentwicklung in Italien. Die Consulta regionale entstand noch vor der Consulta nazionale in Rom, die Autonomie Siziliens wurde noch vom Königreich Italien gewährt und wurde so zum Modell für den 1947 in der Verfassung der Italienischen Republik verankerten differenzierten Regionalismus, der dann aber erst 1970 unter Mariano Rumor voll umgesetzt werden konnte.
Somit ist die Assemblea Regionale Siciliana das älteste bestehende Regionalparlament in Italien, das zudem in der Tradition eines der weltweit ältesten Parlamente steht, dessen Gründung im Jahr 1097 die Assemblea Regionale 1997 feierte. Wegen der besonderen historischen Entwicklung war es zunächst auch das einzige Regionalparlament in Italien, das sich Assemblea Regionale oder „Regionalversammlung“ nennen durfte. Für die Volksvertretungen aller anderen italienischen Regionen ist von der Verfassung die Bezeichnung Consiglio regionale oder „Regionalrat“ vorgesehen. Die besonderen Autonomierechte der Sizilianischen Regionalversammlung kommen auch dadurch zum Ausdruck, dass nur die Mitglieder der nationalen Abgeordnetenkammer in Rom und die der Sizilianischen Regionalversammlung in Palermo „Abgeordnete“ genannt werden, während die Mitglieder der anderen Regionalparlamente „Regionalräte“ heißen. Vergleichbare Sonderrechte hat in Italien nur der Südtiroler Landtag, bei dem es sich jedoch um die Volksvertretung einer autonomen Provinz handelt.
Trotz oder wegen ihrer besonderen verfassungsrechtlichen Stellung musste die Sizilianische Regionalversammlung im Lauf ihres Bestehens einen Ansehensverlust hinnehmen. Zu scharfen Angriffen der Öffentlichkeit, insbesondere auch aus anderen italienischen Regionen, kam es wegen politischer Korruption und Misswirtschaft, wegen Verbindungen einzelner Regionalpolitiker zur Mafia, wegen des aufgeblähten und überbezahlten parlamentarischen Verwaltungsapparates und wegen anderer Missstände, die viele in polemischer Weise auf die Autonomierechte der sizilianischen Regionalpolitik zurückführen. Dieser öffentliche Druck, die Eurokrise und Rationalisierungsmaßnahmen auf nationaler Ebene und in einigen anderen Regionen haben auch die Sizilianische Regionalversammlung zu Einschnitten bewogen. Nach einer Reform des Regionalstatuts wurde die Zahl der Abgeordneten der Sizilianischen Regionalversammlung im November 2017 von 90 auf 70 verringert. Die Einschnitte im Verwaltungsapparat wurden zum Teil als nicht ausreichend kritisiert.

## Wahl
Von 1947 bis 1996 wurden die 90 Abgeordneten der Sizilianischen Regionalversammlung auf der Grundlage eines reinen Verhältniswahlsystems gewählt. In dieser Zeit wurde die Regionalpolitik, wie auf nationaler Ebene und in etlichen anderen Regionen Italiens, von der Democrazia Cristiana beherrscht.
1996, 2001 und 2005 wurde das Verhältniswahlrecht modifiziert, indem man eine Sperrklausel (erst vier, dann fünf Prozent) und eine Mehrheitsprämie für die Wahlgewinner einführte und damit klarere Mehrheitsverhältnisse und mehr Regierungsstabilität schuf. Bis 2001 wurde die Regionalregierung von der Regionalversammlung gewählt und konnte mit einfachem Misstrauensvotum ohne Konsequenzen für die Regionalversammlung jederzeit gestürzt werden. Diese Regelung führte wie auf nationaler Ebene und in anderen italienischen Regionen zu häufigen Regierungswechseln. Im Jahr 2001 wurde es durch eine Änderung der italienischen Verfassung möglich, die Präsidenten der italienischen Regionen nicht mehr von den Regionalparlamenten wählen zu lassen, sondern direkt vom Volk. Von dieser Option machte auch Sizilien Gebrauch. Spricht die Sizilianische Regionalversammlung dem direkt vom Volk gewählten Präsidenten der Region das Misstrauen aus und zwingt ihn zum Rücktritt, so bedeutet dies nunmehr automatisch die Selbstauflösung des Regionalparlaments und Neuwahlen.

## Organe
Der Assemblea Regionale Siciliana steht ein Präsident vor, der jeweils am Beginn einer Legislaturperiode gewählt wird. Kommt dabei die erforderliche Zweidrittelmehrheit nicht zustande, gibt es eine Stichwahl. Das Präsidium der Regionalversammlung besteht aus dem Präsidenten, zwei Vizepräsidenten, drei für Verwaltung, Zeremoniell, Ordnung und Sicherheit zuständigen Quästoren und aus drei Sekretären. Da alle Fraktionen im Präsidium vertreten sein müssen, kann die genannte Zahl der Mitglieder auch höher sein. Das Präsidium ernennt einen Generalsekretär, der die Leitung der Verwaltung der Regionalversammlung übernimmt.
Die parlamentarische Arbeit erfolgt im Plenum und in sechs ständigen und bei Bedarf auch in besonderen Ausschüssen. Es bestehen folgende ständige Ausschüsse: Verfassungsangelegenheiten; Haushalt; Gewerbe; Umwelt und Raumordnung; Kultur, Bildung und Arbeit; Soziales und Gesundheit. Hinzu kommt ein Ausschuss, der sich mit Angelegenheiten der Europäischen Union beschäftigt, aber keine gesetzgeberischen Zuständigkeiten hat. Zu den nennenswerten besonderen Ausschüssen (Untersuchungsausschüssen), die im Lauf der Zeit eingerichtet wurden, zählt der Antimafia-Ausschuss. Darüber hinaus gibt es drei Kommissionen, zuständig für die Geschäftsordnung, die Prüfung der Rechtmäßigkeit der Regionalwahlen sowie für die Bibliothek der Regionalversammlung.
Zur Bildung einer Fraktion sind mindestens fünf Abgeordnete erforderlich; kommt die entsprechende Fraktionsbildung nicht zustande, steht der Weg in die sogenannte „gemischte Fraktion“ offen. Die Konferenz der Fraktionsvorsitzenden bestimmt unter der Leitung des Präsidenten der Regionalversammlung insbesondere die Tagesordnung und den Sitzungskalender.